# Venusia pulchraria
Venusia pulchraria là một loài bướm đêm trong họ Geometridae.